# Eleições legislativas de Israel em 1949
As eleições legislativas de Israel de 1949 foram realizadas a 25 de janeiro, sendo que, estas foram as primeiras eleições desde da independência de Israel, em 1948.
O partido de centro-esquerda, Mapai, liderado por David Ben-Gurion, saiu vitorioso, ao conquistar 35,7% dos votos e 46 dos 120 deputados.
Após as eleições, o Mapai formou governo de coligação com partidos religiosos, fazendo com que David Ben-Gurion, se tornasse o primeiro Primeiro-Ministro eleito do Estado de Israel.

## Contexto
Durante o estabelecimento do estado de Israel em maio de 1948, as instituições nacionais de Israel, que governavam o novo estado, foram estabelecidas. Esses órgãos não foram eleitos no sentido puro e os seus membros originaram-se da gestão da Agência Judaica para a Terra de Israel e da administração do Conselho Nacional Judaico.
A Declaração de Independência de Israel proclamou que:
| “ | Declaramos que, vigorando a partir do término do Mandato a esta noite, véspera de Shabbath, 6 de Iyar de 5708 (15 de maio de 1948), até o estabelecimento das autoridades eleitas, regulares do Estado em acordo com a Constituição que será adotada pela Assembleia Constituinte Eleita no mais tardar em 1o. de outubro de 1948, o Conselho do Povo atuará como Conselho Provisório do Estado, e seu órgão executivo, a Administração do Povo, será o Governo Provisório do Estado Judeu, a ser chamado "Israel". | ” |

No entanto, as eleições não foram realizadas antes da data designada devido à Guerra árabe-israelense de 1948 e, na verdade, foram canceladas duas vezes. As eleições foram finalmente realizadas a 25 de janeiro de 1949.
Estas foram as primeiras eleições realizadas em Israel e, como tal, exigiram preparações especiais. A 5 de novembro de 1948, o Conselho Provisório de Estado decidiu que a Assembleia Constituinte seria composta por 120 membros. Um censo populacional foi realizado a 8 de novembro de 1948, que mais tarde foi usado em parte para a preparação do guia do eleitor (o censo foi essencial devido ao aumento de novos imigrantes e porque os habitantes árabes do mandato britânico tornaram-se refugiados após a guerra). No final do censo, o país inteiro tinha toque de recolher de sete horas, das 17h à meia-noite. Outro problema foi a questão do sistema eleitoral. Foram feitas sugestões para diferentes sistemas eleitorais, mas foi finalmente decidido manter o sistema eleitoral relativo que existia nas eleições para a Assembleia de Representantes da comunidade judaica na Palestina controlada pelos britânicos, e que a Assembleia Constituinte eleita determinaria o futuro eleitoral sistema em Israel.
Foram preparadas mil assembleias de voto em todo o país. De acordo com o censo, o número de eleitores elegíveis era de meio milhão de pessoas.

## Partidos

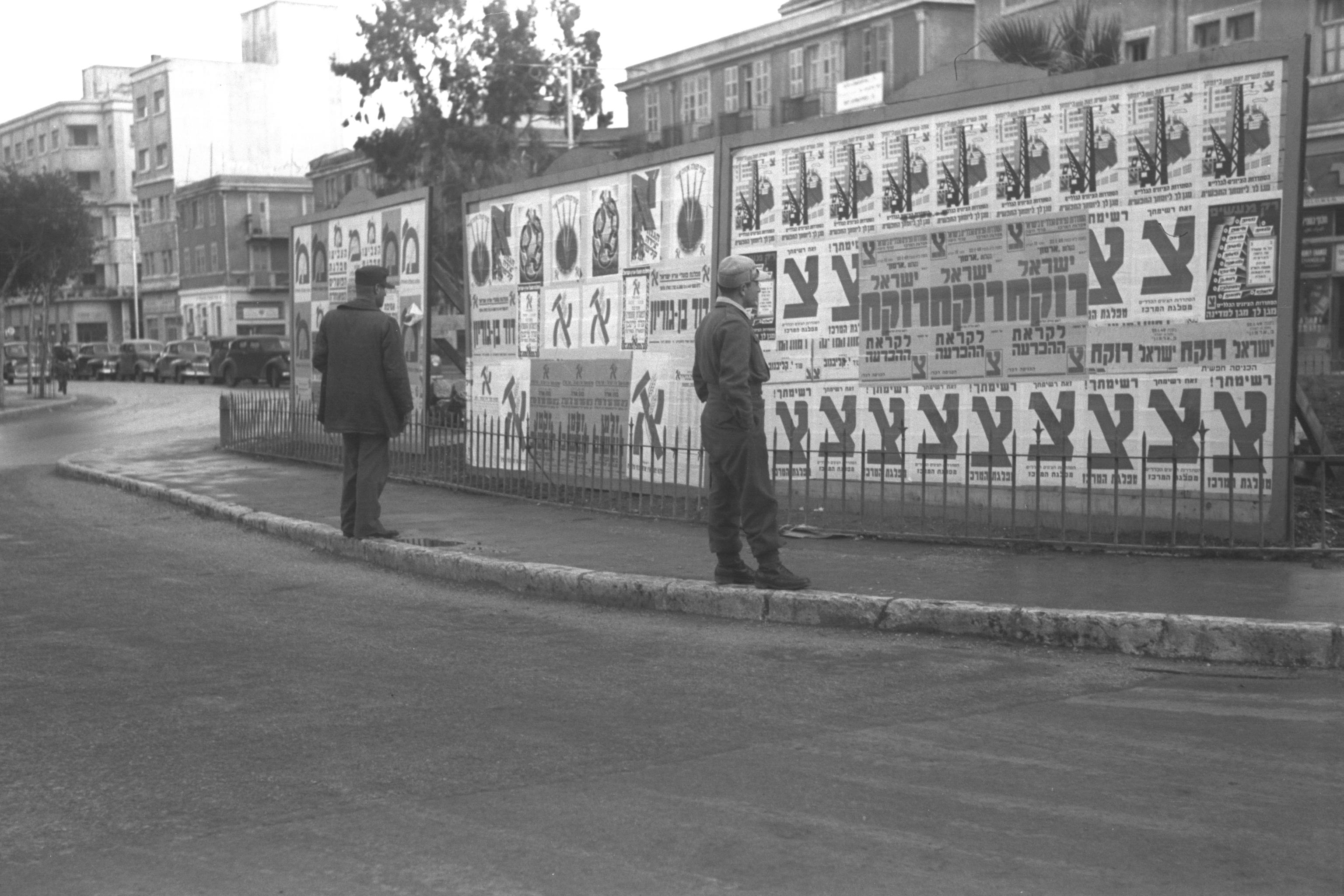
Cartazes eleitorais.

| Partido | Partido                                         | Líder                  | Ideologia                            | Espectro          |
| ------- | ----------------------------------------------- | ---------------------- | ------------------------------------ | ----------------- |
|         | Mapai                                           | David Ben-Gurion       | Sionismo trabalhista                 | Centro-esquerda   |
|         | Mapam                                           | Meir Ya'ari            | Marxismo-Leninismo                   | Extrema-esquerda  |
|         | Frente Religiosa Unida                          | Yehuda Leib Maimon     | Sionismo religioso                   | Direita           |
|         | Herut                                           | Menachem Begin         | Sionismo Revisionista                | Direita           |
|         | Sionistas Gerais                                | Israel Rokach          | Conservadorismo liberal              | Centro-direita    |
|         | Partido Progressista                            | Pinchas Rosen          | Liberalismo social                   | Centro            |
|         | Comunidades Sefarditas e Orientais              | Bechor-Shalom Sheetrit | Interesses dos Sefarditas e Mizrahim | Centro            |
|         | Partido Comunista de Israel                     | Shmuel Mikunis         | Comunismo                            | Esquerda          |
|         | Lista Democrática por Nazaré                    | Seif el-Din el-Zoubi   | Interesses dos Árabes Israelitas     | Centro            |
|         | Lista dos Combatentes                           | Nathan Yellin-Mor      | Sionismo Revisionista                | Direita           |
|         | Organização Internacional Sionista das Mulheres | Rachel Cohen-Kagan     | Feminismo Sionista                   | Partido pega-tudo |
|         | Associação Iemenita                             | Rachel Cohen-Kagan     | Interesses dos Iemenitas             | Centro            |

## Resultados eleitorais

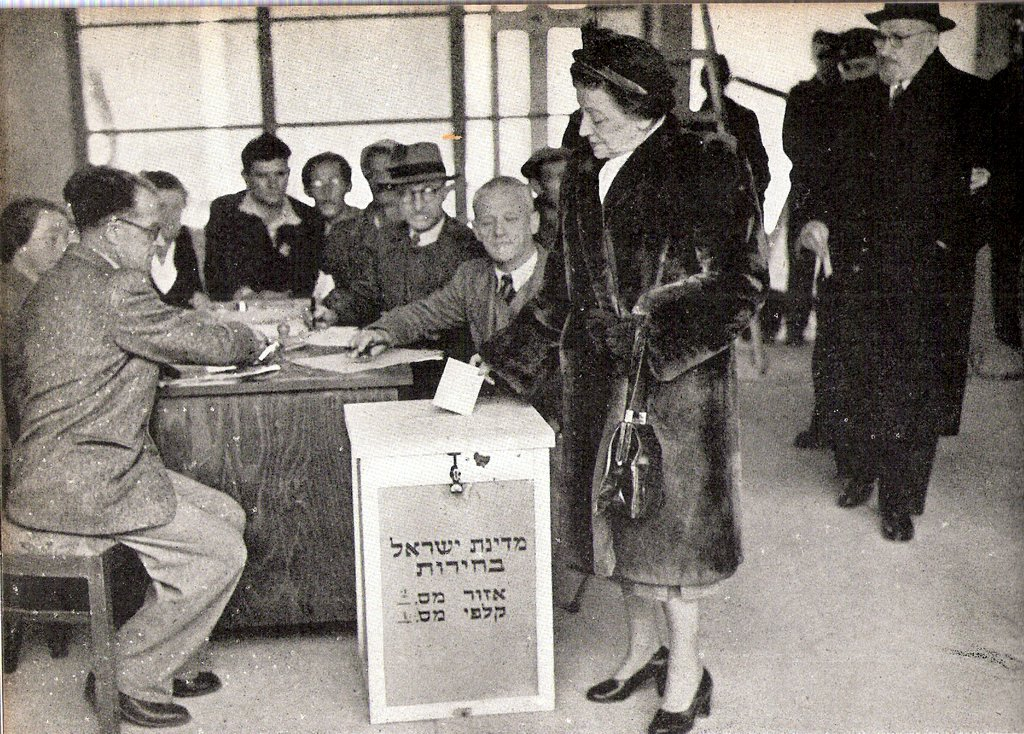
Vera Weizmann, mulher do Presidente do Conselho de Estado Provisório de Israel, a votar.

| Partido                                                              | Partido                                         | Votos   | %               | Deputados |
| -------------------------------------------------------------------- | ----------------------------------------------- | ------- | --------------- | --------- |
|                                                                      | Mapai                                           | 155 274 | 35,72 / 100,00  | 46 / 120  |
|                                                                      | Mapam                                           | 64 018  | 14,73 / 100,00  | 19 / 120  |
|                                                                      | Frente Religiosa Unida                          | 52 982  | 12,19 / 100,00  | 16 / 120  |
|                                                                      | Herut                                           | 49 782  | 11,45 / 100,00  | 14 / 120  |
|                                                                      | Sionistas Gerais                                | 22 661  | 5,21 / 100,00   | 7 / 120   |
|                                                                      | Partido Progressista                            | 17 786  | 4,09 / 100,00   | 5 / 120   |
|                                                                      | Comunidades Sefarditas e Orientais              | 15 287  | 3,52 / 100,00   | 4 / 120   |
|                                                                      | Partido Comunista de Israel                     | 15 148  | 3,48 / 100,00   | 4 / 120   |
|                                                                      | Lista Democrática por Nazaré (a)                | 7 387   | 1,70 / 100,00   | 2 / 120   |
|                                                                      | Lista dos Combatentes                           | 5 363   | 1,23 / 100,00   | 1 / 120   |
|                                                                      | Organização Internacional Sionista das Mulheres | 5 173   | 1,19 / 100,00   | 1 / 120   |
|                                                                      | Associação Iemenita                             | 4 399   | 1,01 / 100,00   | 1 / 120   |
|                                                                      | Outros                                          | 19 424  | 4,46 / 100,00   | 0 / 120   |
| Votos Inválidos                                                      | Votos Inválidos                                 | 5 411   | 1,23 / 100,00   |           |
| Total                                                                | Total                                           | 440 095 | 100,00 / 100,00 | 120 / 120 |
| Eleitorado/Participação                                              | Eleitorado/Participação                         | 506 567 | 86,88 / 100,00  |           |
| Fonte                                                                | Fonte                                           | [ 3 ]   | [ 3 ]           | [ 3 ]     |
| (a) Partido satélite do Mapai, que representava os Árabes Israelitas |                                                 |         |                 |           |

| ↓ |    |    |   |   |    |   |   |   |    |    |    |
| ק‎ | מ‎  | א‎  | נ‎ | פ | יד‎ | ל‎ | צ‎ | ס‎ | ח‎  | טו‎ | ב‎  |
| 4 | 19 | 46 | 1 | 5 | 2  | 1 | 7 | 4 | 14 | 1  | 16 |